# Antonio Castejón Espinosa
Antonio Castejón Espinosa est un militaire espagnol qui a participé dans les rangs nationalistes à la guerre civile espagnole.

## Biographie
Militaire de carrière, Antonio Castejon Espinosa est commandant d'infanterie dans la Légion espagnole lors du coup d'État contre la Seconde République espagnole auquel il prend part dès le début.
Stationné au Maroc, il prend avec d'autres rebelles le contrôle de Tétouan. Puis, il fait partie des troupes de l'Armée d'Afrique transportées par un pont aérien à Séville pour s'emparer du sud de l'Espagne. 
Obéissant aux ordres du général Gonzalo Queipo de Llano qui a pris le contrôle de Séville, il impose l'ordre nationaliste avec une extrême brutalité dans les alentours de la ville durant la fin du mois de juillet (massacre de Arahal par exemple).
En août 1936, il fait partie de l'Armée d'Afrique qui reçoit l'ordre de marcher vers le nord pour faire la jonction avec les autres zones rebelles et attaquer Madrid. Il est à la tête d'une des trois colonnes (aux côtés de celle de Carlos Asensio Cabanillas et de Heli Rolando de Tella) qui, sous le commandement de Juan Yagüe, prennent rapidement le contrôle des villes de Zafra, Almendralejo,Merida et Badajoz. Ces conquêtes se doublent de massacres  comme celui de Badajoz. Le 21 août 1936, il brise le siège du monastère de Guadalupe.
En octobre 1936, il combat vers Tolède et plus tard à Madrid sous les ordres de Jose Enrique Varela. Il est grièvement blessé à une hanche vers Casa de Campo. Nommé colonel en juillet 1938, il participe à la bataille de l'Ebre. Il est promu général à la fin de la guerre et devient plus tard lieutenant général. Il commande en 1957 la deuxième région militaire à Séville.
En 1942, il est membre du tribunal qui condamne à mort Juan Jose Dominguez Muñoz. Des années plus tard, il déclare à la veuve de Dominguez Muñoz: "Je l'ai fait contre ma volonté et j'avais demandé une entrevue pour lui demander pardon".